# 馬克西姆·巴達卓夫
馬克西姆·巴達卓夫（1986年6月18日—）是一位白俄羅斯足球運動員。在場上的位置是後衛。他現在效力於俄羅斯足球超級聯賽球隊羅斯托夫足球俱樂部。他也代表白俄羅斯國家足球隊參賽。